# Aron Lejeles
Aron Lejeles, właściwie Aron Glanc (ur. 1889 we Włocławku, zm. 1966 w Nowym Jorku) – żydowski poeta i dramaturg, krytyk literacki i myśliciel piszący w języku jidysz, uważany za najwybitniejszego przedstawiciela modernizmu w poezji jidysz i za jednego z najwybitniejszych twórców piszących w tym języku w Stanach Zjednoczonych.
W 1920 razem z Jakubem Glatsztejnem opublikował deklarację o poezji introspektywnej i założył nowojorską grupę poetycką In zich (jid. ‏אין זיך‎, W sobie) oraz elitarne czasopismo o tej samej nazwie, którego został redaktorem naczelnym. W 1935 nawiązał kontakt listowny z początkującym poetą Abrahamem Suckewerem. Po II wojnie światowej publikował między innymi w znanym izraelskim kwartalniku „Di Goldene Kejt”. W swojej twórczości podejmował problematykę historyczną i filozoficzną.

## Wybrana bibliografia autorska
- Opklajb: lider, poemes, drames (Wybór: wiersze, poematy, dramaty)
- Welt un wort (Świat i słowo)

## Tłumaczenia twórczości na język polski
- Antologia poezji żydowskiej. Wybór oraz noty i przypisy Salomon Łastik, redakcja i słowo wstępne Arnold Słucki. Warszawa: Państwowy Instytut Wydawniczy, 1983, s. 150–156. ISBN 83-06-00865-0. (Trzy wiersze w tłumaczeniu Tadeusza Hollendera, Andrzeja Dołęgowskiego i Salomona Łastika.)